# マリア・シュターダー
マリア・シュターダー（Maria Stader, 1911年11月5日 - 1999年4月27日は、オーストリア＝ハンガリー帝国（現ハンガリー）出身のスイスのソプラノ歌手。

## 経歴
ブダペストでマリア・モルナール (Maria Molnar) として生まれる。第一次世界大戦の影響でモルナール家の家計の逼迫により、救世軍の手で1919年にスイスに連れてこられた。
ザンクト・ガレンのマティルデ・ベルロッハーの下で声楽を学び、1930年からコンスタンツでベルロッハーの父であるハンス・ケラーの薫陶を受けた。1935年からチューリヒでイローナ・ドリゴに師事し、1938年にはトレメッツォでテレーゼ・シュナーベル＝ベーア、ミラノでジャンニーナ・アランジ・ロンバルディの指導を受けている。1939年にジュネーヴ国際音楽コンクールに出場して、声楽部門でフリッツ・オレンドルフと1位を分け合った。体が小さかったため、歌劇場での活動を控え、主にリサイタルで名声を築き、ドイツ・リートに加えてオトマール・シェックをはじめとするスイスの作曲家の歌曲をレパートリーに加えて活躍した。
1950年にはザルツブルクからリリー・レーマン・メダル、1956年にはモーツァルテウム音楽院から銀のモーツァルト・メダル、1962年にはチューリヒ市からハンス・ゲオルク・ネーゲリ・メダルをそれぞれ贈られている。1964年にはオーストリア政府から芸術功労勲章を受勲した。
1969年に歌手活動から引退し、以後はチューリヒで後進の指導に専念した。1999年にチューリヒにて没。